# Lukinić Brdo
Lukinić Brdo är en ort i Kroatien.   Den ligger i länet Zagrebs län, i den centrala delen av landet, 28 km söder om huvudstaden Zagreb. Lukinić Brdo ligger 135 meter över havet och antalet invånare är 340.
Terrängen runt Lukinić Brdo är platt. Runt Lukinić Brdo är det glesbefolkat, med 19 invånare per kvadratkilometer. Närmaste större samhälle är Velika Gorica, 19,6 km nordost om Lukinić Brdo. Omgivningarna runt Lukinić Brdo är en mosaik av jordbruksmark och naturlig växtlighet.